# Пила 5
«Пила́ 5» (англ. Saw V) — фильм ужасов 2008 года режиссёра Дэвида Хакла по сценарию Патрика Мелтона и Маркуса Данстэна. Является пятой кинокартиной в серии фильмов «Пила» и продолжением фильма «Пила 4» (2007). Главные роли исполнили Тобин Белл, Костас Мэндилор, Скотт Паттерсон, Бетси Расселл, Марк Ролстон, Джули Бенц, Карло Рота и Миган Гуд. По сюжету агент ФБР Питер Страм расследует убийства, совершённые Джоном Крамером (Конструктором), но по мере углубления в это дело он понимает, что убийства являются частью более крупного и запутанного заговора. Тем временем сообщник Конструктора, Марк Хоффман, получает повышение в звании до лейтенанта. Ему поручают возглавить расследование убийств Конструктора. Однако по мере того, как Страм приближается к истине, он становится мишенью для ловушек Конструктора.
Мелтон и Данстан, сценаристы четвёртого фильма, вернулись, чтобы написать сценарий. Съёмки проходили в Торонто с марта по апрель 2008 года. Фильм был выпущен компанией Lionsgate Films в США 24 октября 2008 года. Фильм получил негативные отзывы от критиков, однако заработал 113,9 млн $ по всему миру.

## Сюжет
Осужденный за убийство Сет Бакстер просыпается прикованным к столу под огромным маятником с лезвием. Ему говорят, что он может освободиться, зажав руки между двумя прессами. Он делает это, но лезвие все равно рассекает его пополам, в то время как некто наблюдает за ним через отверстие в стене.
Агент ФБР Питер Страм выбирается из комнаты, в которой его запер детектив Хоффман. Затем на него нападает фигура в маске свиньи, и он приходит в себя с головой, запечатанной в коробке, которая быстро наполняется водой. Снаружи Хоффман доставляет Корбетт, похищенную дочь Джеффа, в полицию и утверждает, что они единственные выжившие. Страм, который выбрался из ловушки, выполнив трахеостомию с помощью ручки, также оказывается живым, к большому удивлению Хоффмана.
Хоффмана повышают в должности, и ему приписывают заслугу в закрытии дела Конструктора. Позже Хоффман находит в своем кабинете записку с надписью «Я знаю, кто ты» и узнает о смерти агента Линдси Перез. В больнице Страм говорит Хоффману, что последними словами Перез были «Детектив Хоффман», и спрашивает, как он сбежал с завода. После того, как начальник Страма, агент Дэн Эриксон, отправил Страма в отпуск по болезни, Страм, подозревающий Хоффмана, решает раскрыть его причастность к Конструктору и берет дела прошлых жертв, чтобы изучить их.
Эшли, Брит, Чарльз, Люба и Маллик просыпаются в подземной канализации с ошейниками на шее, которые соединены кабелями с набором лезвий, закрепленных на стене позади них. Ключи от ошейников находятся в отдельных стеклянных коробках по всей комнате. Видеозапись сообщает им, что все они связаны и что они должны поступать вопреки своим инстинктам, если хотят пережить предстоящие испытания. Эшли не удается достать ключ, и ловушка ее обезглавливает. Во второй комнате, которая заполнена взрывчаткой с таймером, Чарльз сначала нападает на Маллика, а затем на Любу, но Люба, Брит и Маллик забирают ключи от бомбоубежищ, установленных в стенах. Чарльза оставляют умирать, когда таймер истекает и взрывчатка детонирует.
Страм понимает, что именно Хоффман убил Сета Бакстера, который за несколько лет до этого убил сестру Хоффмана. Джон Крамер похитил Хоффмана после этого и шантажом заставил его помочь ему в создании его будущих «игр».
В третьей комнате Брит убивает Любу, после чего они с Малликом кладут ее труп в ванну и подсоединяют к нему пять кабелей, чтобы замкнуть электрическую цепь, отпирающую следующую дверь.
Бывшая жена Джона Джилл Так утверждает, что Страм преследует ее. Страм приходит к выводу, что на заводе должны были погибнуть все, кроме Корбетт и Хоффмана. После того, как Хоффман рассказывает Эриксону о теории, что Страм может быть вторым сообщником Конструктора, Эриксон пытается ему дозвониться. Хоффман, у которого находится телефон Страма, отвечает на звонок и тут же вешает трубку. Эриксон поручает одному из своих агентов отследить сигнал телефона.
В последней комнате Маллик и Брит находят станок, оснащенный пятью пилами и мензуркой, в которую требуется налить десять пинт крови, чтобы открыть последнюю дверь. Они понимают, что все предыдущие испытания можно было бы провести без жертв, если бы они работали сообща, и выясняют их связь: все они были причастны к пожару в здании, в результате которого погибли восемь человек. Маллик и Брит заключают перемирие и режут руки пилами, чтобы пролить кровь, необходимую для открытия последней двери.
Следуя сигналу в комнату наблюдения за канализацией, Эриксон находит телефон и свое личное дело, подброшенное Хоффманом. Он также находит все еще живых Брит и Маллика и обращается за медицинской помощью, прежде чем выдать ордер на арест Страма, убежденный, что он является преемником Пилы. Тем временем Страм следует за Хоффманом в отремонтированный дом с нервно-паралитическим газом и находит кассету в комнате с ящиком, наполненным битым стеклом. На кассете записано сообщение от Хоффмана, призывающее Страма войти в ящик, но Страм останавливает запись и устраивает засаду на Хоффмана, которого он запечатывает в ящике. Страм верит, что наконец-то поймал Хоффмана, но дверь в комнату внезапно захлопывается сама по себе, стены начинают смыкаться, а ящик опускается под пол. Страм заканчивает проигрывать запись, которая предупреждает его, что если он не войдет в ящик, то умрет и будет подставлен как ученик Пилы. Находясь в безопасности внутри ящика, Хоффман наблюдает, как Страм безуспешно пытается выбраться из комнаты и в итоге гибнет, раздавленный насмерть.

## В ролях
- Тобин Белл — Джон Крамер / Конструктор
- Костас Мэндилор — детектив Марк Хоффман
- Джули Бенц — Брит
- Скотт Паттерсон — агент Питер Страм
- Бетси Рассел — Джил Так
- Марк Ролстон — Эриксон
- Карло Рота — Чарли
- Шони Смит — Аманда Янг
- Миган Гуд — Люба
- Грег Брайк — Маллик
- Лаура Гордон — Эшли Казон

По словам режиссёра фильма Дэвида Хэкла, для постановки новых оригинальных ловушек Конструктора в качестве наглядного материала использовался DVD с записями реальных несчастных случаев на производстве, катастроф, и других происшествий.

## Производство

### Разработка и сценарий
Пре-продашкн начался в октябре 2007 года, когда сценаристы четвёртого фильма Патрик Мелтон и Маркус Данстэн рассказали сюжет. Дэвид Хакл дебютировал в качестве режиссёра. Ранее он работал художником-постановщиком во втором, третьем и четвёртом фильмах, а также директором второго подразделения для третьего и четвёртого фильмов. Хакл рассказал о быстро развивающемся процессе написания, сказав: «У нас есть около недели, чтобы написать план, а затем сценарий к концу месяца. Мы действительно просто бросаем идеи, и они быстро объединяются. Я был с Дарреном на всех [продолжениях], мы всегда приезжали незадолго до Рождества со сценарием, который требовал много встряхивания, но перед съёмкой [сценарий] очень плотный. Прямо до последних дней съёмок мы всегда меняем вещи и корректируем вещи, просто видя, что работает по мере развития истории, и я думаю, что именно поэтому они нравятся людям — потому что мы никогда не даём им отдохнуть. Мы не вступаем в пре-продакшн с белым шрифтом и не говорим: „Вот и все, никаких изменений“. Мы толкаем его, чтобы не было дыр». Он стремился привнести более эмоциональный контекст в фильм, чтобы зрители могли инвестировать в персонажа в ловушках. Без этого Хакл чувствовал, что ловушки будут «как и любой кровавый фильм ужасов», которого он не хотел.

### Кастинг и съёмки
Тобин Белл, Скотт Паттерсон, Костас Мэндилор и Бетси Рассел повторили свои роли Джона Крамера, агента Страма, детектива Хоффмана и Джилл соответственно. Паттерсон подписал контракт через шестой фильм, но заявил: «Это не значит, что я на самом деле буду в нём или сделаю это. Это их выбор». Белл, чей персонаж был убит в третьем фильме, снял новые сцены воспоминаний для фильма. Белл заявил, что Джил не будет показана так заметно, как в шестом фильме, но «всё ещё играет важную роль в сюжете».
Джули Бенц была выбрана на роль Брит, застройщицы, которая попала в ловушку. Бенц описала её как «очень неприятного персонажа». На своём опыте съёмок она сказала: «Съёмка фильма напугала меня. Мне приснились кошмары. Я бы никогда не снималась в психологическом фильме ужасов. На самом деле это повлияло на меня на глубоком уровне. Я не знаю, смогу ли я на самом деле увидеть это». Тем не менее, Бенц похвалила методы режиссуры Хакла, такие как использование полной раскадровки на съёмочной площадке, которая помогла актёру в любой момент времени узнать правильные углы камеры.
Съёмки проходили с 17 марта по 28 апреля 2008 года в Торонто.

## Реакция

### Кассовые сборы
Фильм был выпущен в США 24 октября 2008 года компанией Lionsgate Films. В первый уик-энд фильм заработал 30 053 954 долларов в 3 060 кинотеатрах в США и Канаде, заняв второе место в прокате после фильма «Классный мюзикл: Выпускной». Он заработал 56 746 769 долларов в США и Канаде и ещё 57 117 290 долларов на других территориях, на общую сумму 113 864 059 долларов.

### Критика
Фильм получил негативные отзывы от критиков. На "Rotten Tomatoes фильм имеет рейтинг 13 % на основе 76 отзывов со средней оценкой 2,92 из 10. Консенсус сайта гласит: «Если бы её сюжет был таким же интересным, как её устройства пыток, или её насилие было менее болезненным, чем её выступления, возможно, „Пила 5“ не чувствовала бы, что она работает на парах». На сайте «Metacritic» фильме имеет рейтинг 20 из 100, основываясь на 13 отзывах. Аудитория, опрошенная «CinemaScore», дала фильму оценку «C» по шкале от «A+» до «F».
Элизабет Вейцман из «New York Daily News» дала фильму одну звезду из пяти. Она считала, что отсутствие персонажа Конструктора повредило фильм: «Вкусно извращённый сумасшедший Белл был спасательным кругом этой серии, и без него мы остались смотреть обычный фильм ужасов, который мог бы выйти сразу на DVD. Серия началась с двух основных активов, которые отличали его: концепции блестяще праведного палача и актёра, который его сыграл. Теперь, за исключением коротких, прерывистых камео Белла, у него нет ни того, ни другого. Так что там, где оригинальная „Пила“ была дьявольской, эта пятая часть так же бескровна, как и самая несчастная из жертв Конструктора». Сэм Адамс из «Los Angeles Times» написал, что «достоинства отдельных фильмов почти не имеют значения, так как трудно представить, почему кто-то захочет взять эту тему в этот поздний день, но „Пила 5“ — это особенно скучное и несогласованное дело, снятое и действовующее со всем талантом процедуры с базовым кабельным броском».
Однако некоторые отзывы были положительными. Британский сайт «Digital Spy» оценил его на три звезды из пяти и похвалил фильм за его «твёрдую актёрскую игру, гладкую режиссуру и достаточно грязную съёмку», а также заявил, что он «имеет гораздо больше смысла для тех, кто знаком с предыдущими частями». Джим Вейвода из «IGN» присудил фильму три звезды из пяти, заявив, что фильм связывает большую часть свободных концов предыдущих четырёх фильмов, а также имеет более простую и менее сложную сюжетную линию. Они также похвалили ловушки за то, что они самые изобретательные и лучшие, что может предложить франшиза «Пила».

## Выход на видео
Чарли Клоузер, который был композитором ко всем предыдущим фильмам серии, вернулся, чтобы написать музыку к фильму. «Saw V Original Motion Picture Soundtrack» был выпущен 21 октября 2008 года на Artists’ Addiction Records. Спенс Д. из «IGN.com» дал саундтреку оценку 7,9 из 10, сказав: «От начала до конца саундтрек „Конструктора 5“ течёт с чувством цели и сплочённости, треки имеют объединяющий тёмный подводный ток, который создаёт шокирующий микстейп с тёмным намерением».
Фильм был выпущен на DVD 20 января 2009 года. Режиссёрская версия была выпущена и длится примерно на 14 минут дольше, чем театральная версия.